# Euro-City-Cup
Der Euro-City-Cup, auch City-Cup oder EHF-City-Cup genannt, ist ein ehemaliger von der Europäischen Handballföderation jährlich organisierter Pokalwettbewerb für europäische Handball-Vereinsmannschaften. Er wurde von der Saison 1993/94 bis 1999/2000 sowohl für Männer- als auch für Frauenmannschaften ausgetragen. Nachfolger ist der EHF Challenge Cup. An diesem nehmen nur noch Clubmannschaften aus den Ländern ab Platz 7 des EHF-Nationenrankings teil.

## Sieger bei den Männern
| Jahr    | Sieger                                | Finalgegner                      | Ergebnisse   |
| ------- | ------------------------------------- | -------------------------------- | ------------ |
| 1993/94 | TUSEM Essen ( Deutschland)            | HK Drott Halmstad ( Schweden)    | 27:17, 31:26 |
| 1994/95 | TV Niederwürzbach ( Deutschland)      | Cadagua Galdar ( Spanien)        | 26:29, 32:26 |
| 1995/96 | Drammen HK ( Norwegen)                | SG VfL/BHW Hameln ( Deutschland) | 22:21, 27:21 |
| 1996/97 | TuS Nettelstedt ( Deutschland)        | KIF Kolding ( Dänemark)          | 32:19, 27:23 |
| 1997/98 | TuS Nettelstedt ( Deutschland)        | IFK Skövde HK ( Schweden)        | 24:22, 25:23 |
| 1998/99 | SG Flensburg-Handewitt ( Deutschland) | BM Ciudad Real ( Spanien)        | 27:27, 26:21 |
| 1999/00 | TV Großwallstadt ( Deutschland)       | BM Valladolid ( Spanien)         | 30:23, 27:32 |

## Sieger bei den Frauen
| Jahr    | Sieger                                   | Finalgegner                              | Ergebnisse    |
| ------- | ---------------------------------------- | ---------------------------------------- | ------------- |
| 1993/94 | Buxtehuder SV ( Deutschland)             | Bækkelagets SK ( Norwegen)               | 22:21, 23:22  |
| 1994/95 | HC Rotor Wolgograd ( Russland)           | Vasas Budapest ( Ungarn)                 | 24:19, 24:20  |
| 1995/96 | Silcotub Zalău ( Rumänien)               | Gjerpen IF Skien ( Norwegen)             | 23:15, 19:27  |
| 1996/97 | Frankfurter HC ( Deutschland)            | Ikast-Bording Elite Håndbold ( Dänemark) | 29:25, 26:24  |
| 1997/98 | Ikast-Bording Elite Håndbold ( Dänemark) | Frankfurter HC ( Deutschland)            | 27: 22, 29:22 |
| 1998/99 | ŽORK Napredak Kruševac ( Jugoslawien)    | HV Van Riet Nieuwegein ( Niederlande)    | kampflos      |
| 1999/00 | Rapid Bukarest ( Rumänien)               | Randers HK ( Dänemark)                   | 30:25, 26:26  |